# Uninvited (gra komputerowa)
Uninvited – gra przygodowa z gatunku survival-horror. Zrobiona została przez brytyjskie studio Mindscape we współpracy z firmą ICOM Simulations. Gra została wydana w roku 1987 i szybko zdobyła dużą popularność. Początkowo powstała na komputery PC, Amigę, Atari ST, Commodore 64, Apple II oraz Macintosh. W roku 1991 powstała wersja na Nes, a w roku 1993 odnowiona wersja na PC, działająca tylko pod Windows.

## Fabuła
Główny bohater gry rozbija swój samochód w pobliżu starego domostwa. Szybko opuszcza on swój pojazd, a ten po chwili eksploduje. Udaje się zatem do starego domu, który wydaje się opuszczony. Po drodze otwiera skrzynkę pocztową i wyjmuje z niej list i dziwny amulet. Po wejściu do domostwa drzwi zamykają się za nim i nie chcą się już otworzyć. Wkrótce po tym okazuje się, że dom ten jest nawiedzony przez demony z piekła rodem.

## Akcja gry
Cała akcja gra toczy się wewnątrz nawiedzonego domostwa oraz jego okolicach. Gracz wciela się w uwięzionego wewnątrz człowieka, który musi przeżyć starcie z duchami i demonami, rozwiązać dziesiątki zagadek i uwolnić się z domu. Akcja obserwowana jest z perspektywy pierwszoosobowej, widziana oczyma bohatera. Sterowanie odbywa się wyłącznie za pomocą myszki, dzięki czemu interfejs jest przyjazny dla gracza. W grze zastosowano tzw. SCUMM pozwalający na łatwe korzystanie z przedmiotów i interakcję z otoczeniem. Główną cechą Uninvited jest klimat grozy i bardzo wysoki stopień trudności, a także skomplikowane zagadki.